# Squatina guggenheim
Squatina guggenheim é uma espécie de tubarão-anjo (família Squatinidae). Encontrado no Brasil, Uruguai e Argentina, habita ambientes marinhos, salobros e demersais, em profundidades de 4 a 360 m. Suas fontes típicas de alimento incluem peixes ósseos, crustáceos e moluscos.

## Morfologia
Squatina guggenheim tem um formato semelhante ao de uma raia, e nos machos, uma superfície espinhosa está presente nas barbatanas peitorais. Essa superfície espinhosa está ausente em fêmeas e filhotes. Acredita-se que essa estrutura espinhosa auxilie os machos a segurar as fêmeas durante o acasalamento. Machos e fêmeas medem entre 89 e 130 cm de comprimento. S. guggenheim possui de 18 a 22 dentes na mandíbula superior e inferior.

## Ciclo de vida
Squatina guggenheim, como alguns condríctios, é ovovivíparo. O ovário direito apresenta poucos ovócitos e é não funcional. A gestação dura de 9 a 12 meses, e as ninhadas geralmente consistem de 3 a 9 filhotes. O nascimento ocorre em águas rasas.

## Distribuição
A espécie Squatina guggenheim é encontrada no sudoeste do Oceâno Atlântico. É abundante ao longo das costas da Argentina, Uruguai e Brasil. Essa área é uma zona subtropical, situada entre as latitudes 20°S e 45°S e as longitudes 68°O e 40°O. Normalmente, S. guggenheim é encontrada em áreas arenosas ou lamacentas do fundo oceânico.

## Conservação
Squatina guggenheim é considerada uma espécie "Ameaçada" pela Lista Vermelha da IUCN devido à sobrepesca, sendo mais suscetível por ser uma espécie que vive no fundo do mar. Além disso, é possível que as fêmeas abandonem seus filhotes mais cedo devido ao estresse induzido pela pesca. Atualmente, o Brasil não adotou medidas para restaurar a população dessa espécie.